# Альтвис
Альтвис (нем. Altwis) — деревня и бывшая коммуна в Швейцарии, в кантоне Люцерн.
До 2020 года имела статус коммуны. 1 января 2021 года вошла в состав коммуны Хицкирх.
Входит в состав избирательного округа Хохдорф (до 2012 года входила в состав управленческого округа Хохдорф).
Население составляет 353 человека (на 31 декабря 2006 года). Официальный код — 1022.